# Синье
Синье́ (кит. упр. 新野, пиньинь Xīnyě) — уезд городского округа Наньян провинции Хэнань (КНР).

## История
Уезд Синье был создан при основании империи Западная Хань. В 200 году до н. э. здесь также были созданы уезды Цзиян (棘阳县) и Чаоян (朝阳县), а в 180 году до н. э. — уезд Синьду (新都县). В 25 году уезд Синьду был присоединён к уезду Синье.
В эпоху Троецарствия эти земли вошли в состав царства Вэй, и в Синье разместились власти провинции Цзинчжоу (荆州). Впоследствии Синье постоянно был местом расположения властей административных единиц различных уровней.
При южной династии Сун в 457 году был расформирован уезд Чаоян.
В 498 году эти места перешли в состав Северной Вэй, и уезд Синье был разделён на Сицзиян (西棘阳县) и Наньцзиян (南棘阳县), однако затем уезд Синье появился вновь. При империи Западная Вэй в 536 году уезд Наньцзиян был переименован в Байнин (百宁县), а затем вновь получил название Цзиян. При империи Северная Чжоу в 579 году уезд был расформирован. При империи Тан в 758 году уезд Синье был присоединён к уезду Жансянь (穰县).
После монгольского завоевания в 1265 году уезд Синье был создан вновь.
В 1949 году был создан Специальный район Наньян (南阳专区), и эти места вошли в его состав. Впоследствии Специальный район Наньян был переименован в Округ Наньян (南阳地区).
В 1994 году решением Госсовета КНР был расформирован округ Наньян и создан Городской округ Наньян.

## Административное деление
Уезд делится на 2 уличных комитета, 8 посёлков и 5 волостей.